# Килосанидзе, Елена Александровна
Еле́на Алекса́ндровна Килосани́дзе (урождённая Сагинашвили, груз. ელენე კილოსანიძე (საგინაშვილი); род. 5 ноября 1935, Тифлис, ЗСФСР, СССР) — советская и грузинская актриса театра, российский педагог актёрского мастерства и сценической речи, режиссёр. Народная артистка Грузинской ССР (1983).

## Биография
Елена (Нелли) Килосанидзе родилась 5 ноября 1935 в Тбилиси. В 1957 году поступила в театральное училище им. Б. В. Щукина (курс В. А. Этуша), в 1959 году перевелась в Тбилисский театральный институт им. Ш. Руставели и окончила его в 1963 году (актерский факультет, педагоги Г. Сарчемилидзе, А. А. Хорава).
Ещё студенткой была приглашена в Тбилисский русский театр им. А.Грибоедова на главную роль Кэтрин в спектакле «Вид с моста» по пьесе А. Миллера (реж. М. И. Туманишвили). С 1963 года зачислена в труппу того же театра. Работала в театре до 1995 года.
Преподаватель сценической речи в Тбилисском театральном институт им. Ш. Руставели в 1985—1993 годах.
С 1995 года — преподаватель театральных дисциплин в Детской школе искусств № 7 (театральной) города Москвы, в 1999—2016 годах — художественный руководитель этой школы. До 2019 года руководила коллективом «Мираж», труппа которого была составлена из выпускников театральной школы. 
В июне 2017 года Елена Килосанидзе собрала творческую группу подростков и молодёжи в Стокгольме для сценических постановок на основе литературных произведений. Группа получила название Литературный салон «Страницы старого альбома».

## Семья
- Отец — Сагинашвили, Александр Георгиевич (1892—1938), офицер
- Мать — Подгорецкая, Ирина Николаевна (1911—1987), театральный художник
- Муж — Килосанидзе, Тенгиз Константинович (1933—2011), физик
- Сын — Килосанидзе, Константин Тенгизович (1961), филолог
- Дочь — Килосанидзе, Гелена Тенгизовна (1971), биофизик, программист

## Звания и награды
- Заслуженная артистка Грузинской ССР (1967).
- Народная артистка Грузинской ССР (1983).
- Медаль «За трудовую доблесть».
- Медаль «В ознаменование 100-летия со дня рождения Владимира Ильича Ленина».
- Медаль «Ветеран труда».

## Театральные работы
- Кэтрин — «Вид с моста» А. Миллер (1962, реж. М. Туманишвили)
- Принцесса — «Обыкновенное чудо» Е. Шварц (1963, реж. Н. Деметрашвили)
- Верочка — «Перед ужином» В. Розов (1963, реж. К. Сурмава)
- Лида — «Моя старшая сестра» А. Володин (реж. Н. Эшба)
- Наташа — «104 страницы про любовь» Э. Радзинский (реж. М. Кучухидзе)
- Асель — «Тополёк мой в красной косынке» Ч. Айтматов (реж. К. Сурмава)
- Геля — «Варшавская мелодия» Л. Зорин (1967, реж. К. Сурмава)
- Фэрри — «Странная миссис Сэвидж» Д. Патрик (реж. Н. Эшба)
- Стелла — «Трамвай "Желание"» Т. Уильямс (реж. С. Челидзе)
- Нази — «Дуэль» М. Байджиев (1968, реж. К. Сурмава)
- Инга — «Соловьиная ночь» В. Ежов (1969, реж. С. Челидзе)
- Виктоша — «Сказки старого Арбата» А. Арбузов (1972, реж. К. Сурмава)
- Лариса Дмитриевна — «Бесприданница» А. Островский (1972, реж. Г. Портер)
- Нина Леонидовна — «В этом милом, старом доме» А. Арбузов (1972, реж. Г. Лордкипанидзе)
- Сарра — «Иванов» А. Чехов (1972, реж. Г. Лордкипанидзе)
- Эдит Пиаф — «Эдит Пиаф» В. Легентов (1973, реж. Ю. Шевчук)
- Анна Австрийская — «Три мушкетера» М. Розовский, Ю. Ряшенцев (1976, А. Товстоногов)
- Женщина — «Вкус черешни» А. Осецка (1976, А. Товстоногов и Л. Джаши)
- Моника Штеттлер — «Физики» Дюрренматт (1977, А. Товстоногов)
- Нина Грибоедова — «Светлой памяти…» Е. Килосанидзе (1979, А. Товстоногов)
- Мать — «Двери хлопают» М. Фермо (1980, реж. Г. Чакветадзе)
- Мария — «Закон вечности» Н. Думбадзе (1981, реж. Г. Жордания)
- Царица Зейнаб — «Измена» А. Сумбаташвили-Южин (1983, реж. Г. Жордания)
- Анна Боженицкая — «Час пик» Е. Ставинский (1984, реж. Г. Жордания)
- Королева Анна — «Стакан воды» Э. Скриб (1985, реж. Л. Джаши)
- Вера Петровна — «Колокола» Г. Мамлин (1988, К. Сурмава)
- Вивиан Буасьер — «Будьте здоровы» П. Шено (1989, реж. Л. Джаши)
- Дорис — «В будущем году, в то же время» Б.Слейд (реж. И. Сабо)
- Раневская — «Вишневый сад», А.Чехов (реж. Г. Кавтарадзе)
- Анна Вырубова — «Распутин» М. Лашер (1993, реж. Г. Кавтарадзе)

## Фильмография
- 1962 — Быль, рассказанная кистью — она
- 1963 — Взлет — бортпроводница

## Режиссёрские работы в коллективе «Мираж»
- «Гостиная Нины Грибоедовой» (Гран-при в Шестом Московском открытом музыкально-театральном фестивале, Москва, 2003; Лауреат 1 степени Грантового театрального конкурса «ТриумF», Санкт-Петербург, 2016)
- «Дневник Анны Франк»
- «Пигмалион»
- «Стакан воды»
- «Беда от нежного сердца»
- «Мэри Поппинс»
- «Пеппи Длинныйчулок»
- «Странная миссис Сэвидж» (Диплом лауреата I степени и диплом «Абсолютный чемпион» в Международном турнире искусств «Славься, Отечество!», Сочи, 2017)
- «Ожившие портреты. Серебряный век»
- «Наш городок»

## Режиссёрские работы в коллективе «Страницы старого альбома»
- «Ожившие портреты» (поэзия Серебряного века, 2018)
- «Гостиная Нины» (поэзия Золотого века, 2019)
- «Поллианна» (по одноимённому роману Элинор Портер, 2021)
- «Эдит Пиаф» (по пьесе В. Легентова, основанной на книгах Э. Пиаф "Моя жизнь" и "На балу удачи", 2022)